# 880 до н. е.

## Події
Новий похід Ашурнасірапала ІІ на схід у повсталу провінцію Замуа.
Бен-Хаддад ІІ, цар Дамаску (880-843 рр. до н. е.), чинить опір агресії Ассирії.
Утворення держави Урарту. Амме-Баал, цар Урарту (до 858 р. до н. е.).
Памсес, цар країни Куш у Нубії з центром у Напаті (880-855 рр. до н. е.).
Еврипон, один з двох царів Спарти (разом з Агісом). Від нього пішла назва династії Еврипонтидів.